# Jürgen Hollstein
Jürgen Hollstein (* 11. Juni 1962 in Köln) ist ein deutscher Politiker (CDU). Er war von 2005 bis 2010 Abgeordneter des Landtags von Nordrhein-Westfalen.

## Leben
Hollstein bestand 1981 sein Abitur und studierte danach von 1983 bis 1988 die Geschichte, Romanistik und Erziehungswissenschaften an den Universitäten Köln und Poitiers in Frankreich. Im Jahr 1988 machte er das Erste Staatsexamen. Anschließend war er von 1989 bis 1990 und erneut von 1993 bis 2005 Bildungsreferent bei der Jakob-Kaiser-Stiftung. Von 1990 bis 1992 leistete er das Referendariat ab, das er 1992 mit dem Zweiten Staatsexamen abschloss. Von 2011 bis 2022 arbeitete Hollstein als Geschäftsführer des Kuratoriums der Deutschen Wirtschaft für Berufsbildung in Bonn.

## Politik
Hollstein wurde im Jahr 1985 Mitglied der CDU. Von 1999 bis 2003 war er Mitglied des Vorstandes des CDU-Kreisverbandes Köln und seit 2003 ist er Vorsitzender des Stadtbezirksverbandes in Köln-Porz. Von April 2008 bis Frühjahr 2012 war Hollstein Vorsitzender des CDU-Kreisverbandes Köln, bei den Vorstandswahlen 2012 stand er als Kandidat nicht mehr zur Verfügung. Erste Mandatserfahrungen sammelte er von 1989 bis 1999 als Mitglied der Bezirksvertretung Köln-Porz, 1994 bis 1999 als Vorsitzender der CDU-Fraktion. 1999 und 2004 gewann er bei der Kommunalwahl in Köln den Wahlkreis Poll/Westhoven/Ensen und gehörte dem Rat der Stadt Köln an, hier übernahm er von 2003 bis zum Einzug in den Landtag im Jahr 2005 den Vorsitz des Ausschusses für Schule und Weiterbildung. Am 8. Juni 2005 wurde er Abgeordneter des Landtags von Nordrhein-Westfalen, dem er als ordentliches Mitglied im Ausschuss für Generationen, Familie und Integration, im Ausschuss für Innovation, Wissenschaft, Forschung und Technologie und im Ausschuss für Schule und Weiterbildung angehört. Aufgrund des Verbotes von Doppelmandaten in der CDU Köln legte er sein Ratsmandat im Sommer 2005 nieder.

## Weblink
- Jürgen Hollstein beim Landtag Nordrhein-Westfalen

| Personendaten    | Personendaten                  |
| ---------------- | ------------------------------ |
| NAME             | Hollstein, Jürgen              |
| KURZBESCHREIBUNG | deutscher Politiker (CDU), MdL |
| GEBURTSDATUM     | 11. Juni 1962                  |
| GEBURTSORT       | Köln                           |